# Sfalerit
Sfaleritul (în germ. Sphalerit, în engl. Black-jack; denumirea veche germană Zinkblende) este, din punct de vedere chimic, o sulfură de zinc ( α- ZnS ).

## Descriere
Sfaleritul este un mineral răspândit, din clasa sulfurilor, cu formula chimică ZnS și cu un raport metal/sulf de 1:1. Cristalizează în sistemul cubic, cu cristale tetraedrice și dodecaedrice, și mai poate apare sub formă de agregate fibroase masive de diferite culori.
Din punct de vedere chimic este o sare a acidului sulfhidric [H2S] cu zincul.
Mineralul poate fi ușor confundat cu magnetitul, rutilul, care au la fel o duritate mică (3,5 - 4); din această cauză varietățile nu se folosesc ca pietre prețioase.

## Etimologie
Numele mineralului de sphalerit provine din limba greacă sphaleros, ce înseamnă înșelător, iar acest nume se datorează faptului că mineralul poate fi ușor confundat cu alte minerale.

## Varietăți
Sfaleritul este varianta obținută la temperaturi joase a sulfurii de zinc, la temperaturi înalte formându-se varianta wurtzit (vurțit) sau β-ZnS.
Varietățile blendei după culoare sunt:
- Cleiophan, verde, galben sau portocaliu
- Marmatit, negru
- Honigblende, galben clar
- Rubinblende, brun până la roșu
- Varietatea albă este foarte rară.

## Răspândire
Sfaleritul ia naștere în roci magmatice (pegmatite) sau hidrotermale fiind frecvent asociată cu galena și alte minerale sulfurice, sau magnetit și Pyrrhotin ca minereu în calcare.
Printre locurile unde a fost găsit mineralul putem aminti: Madan în Bulgaria, Aomori în Japonia Dzhezkazgan în Kazahstan, Cananea în Mexic, Dalnegorsk în Rusia, Trepča în Serbia, Banská Štiavnica în Slovacia, Santander în Spania, Franklin/New Jersey, Big Four Mine/Colorado, Galena/Illinois și Joplin/Missouri în SUA.

## Structura chimică
Sfaleritul cristalizează în sistemul cubic. În structura cristalului, atomii de zinc și sulf sunt coordonați tetraedric. Acest tip de structură este asemănătoare cu cea a diamantului.
Părțile elementare (zinc și sulf) ale sfaleritului sunt amplasate simetric în sistemul cubic.

## Utilizare
Datorită procentului de ca. 67% în zinc și un procent relativ ridicat în cadmiu, sfaleritul este unul din minereurile cele mai importante pentru obținerea zincului și cadmiului.
Zăcăminte mai importante sunt în China, Australia și Canada.

## Galerie de imagini

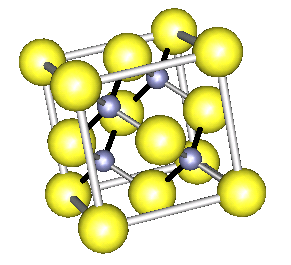
Structura cristalină a blendei
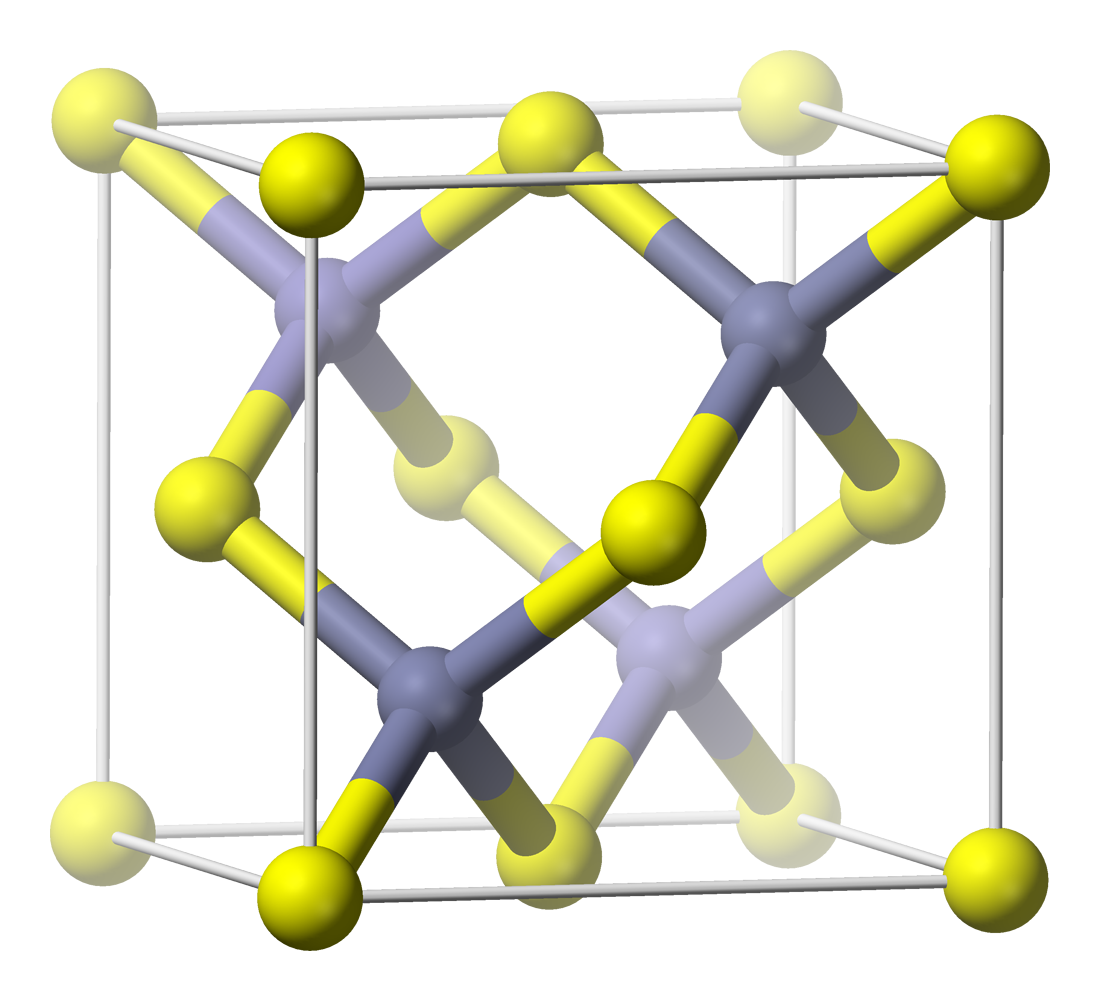
Structura cristalină a blendei